# The Host (2013)
The Host is een Amerikaanse romantische sciencefictionlangspeelfilm van Andrew Niccol uit 2013 naar het boek Zielen, geschreven in 2008 door Stephenie Meyer. De hoofdrollen worden onder meer vertolkt door Saoirse Ronan, Max Irons, Jake Abel, William Hurt en Diane Kruger.

## Inhoud
De aarde is overgenomen door buitenaardse wezens, die hun ziel in het lichaam van een mens overbrengen. Hierdoor ontstaat een vreedzamere wereld. Deze zielen zorgen ervoor dat er geen geweld meer is. Een grote groep normale mensen probeert aan deze overname te ontsnappen.  Wanneer Melanie Stryder na een mislukte ontsnappingspoging toch gepakt wordt door de zielen, raakt ze in paniek. De zielen hebben haar lichaam ingenomen en nu moet ze het delen met een ziel die zich, Wandelaar, noemt. Wanderer krijgt het bevel om in de herinneringen van Melanie te kijken, zodat ze de schuilplaats van Melanies broertje en nog meer op de vlucht geslagen mensen kunnen vinden. Echter blijven de gedachten van Melanie in haar hoofd spreken, zodat het lichaam van Melanie 2 zielen heeft. Wanderer vindt het plan van "The Seeker" niet goed, aangezien ze medelijden met Melanie heeft. 
Wanneer the Seeker merkt dat Wanderer niet meewerkt, geeft ze Wanderer het bevel om van lichaam te ruilen en sluit haar op zodat de zielen kunnen worden verwisseld. Wanderer ontsnapt en vlucht naar de schuilplaats van Melanies vrienden, maar zij zijn niet blij haar te zien. Ze vertrouwen Wanderer niet omdat zij denken dat zij De Zoeker naar hun schuilplaats moet leiden.

## Rolverdeling
- Saoirse Ronan als Melanie Stryder/Wanderer
- Jake Abel als Ian O'Shea
- Max Irons als Jared Howe
- Frances Fisher als Maggie Stryder
- Chandler Canterbury als Jamie Stryder
- Diane Kruger als The Seeker
- William Hurt als Jeb Stryder
- Scott Lawrence als Doc
- Lee Hardee als Aaron
- Phil Austin als Charles
- Raeden Greer als Lily
- Alexandria Morrow als Soul
- Emily Browning als Pet/Wanderer